# موراتسان
گریگور در-هوهانیسیان ارمنی: Գրիգոր Տեր-Հովհաննիսյան انگلیسی: Grigor Ter-Ovani-sian با نام ادبی موراتسان (ارمنی: Մուրացան) نویسنده اهل ارمنستان بود. معروفترین اثر وی «گِوورگ مارزپتونی» (به ارمنی: Գևորգ Մարզպետունի) (۱۸۹۶) می‌باشد رمانی تاریخی که دوران پادشاهی آشوت دوم در ارمنستان اتفاق می‌افتد

## زندگی‌نامه
موراتسان در ۱۳ دسامبر [سبک قدیمی: ۱ دسامبر] ۱۸۵۴ در شهر شوشی در یک خانواده به دنیا آمد. پدر وی یک پیشه‌ور بود. تا سن ۱۲ سالگی موراتسان در مدرسه تحصیل نمود. به خاطر مرگ پدرش مجبور شد تحصیلاتش را رها کند. جایی که وی در ژوئن ۱۸۷۳ از diocesan school of Shusha فارغ‌التحصیل شد. در سال ۱۸۷۷ به جمهوری آرتساخ مسافرت نمود و بسیاری از خرابه‌های باستانی منطقه را مشاهده نمود. وی به محض بازگشت به شوشی، تاریخچه مختصری از خانواده برجسته حسن-جلالیان را به رشته تحریر در آورد. در سال ۱۸۷۸ به تفلیس نقل مکان نمود جایی که وی برای باقی عمرش به سمت معلم و کتابدار سپری نمود. درام «روزان» "Ruzan" به شهرت رسید که در سال ۱۸۸۲ در تئاتر تفلیس به روی صحنه رفت. وی مؤلف رمان‌ها و داستان‌های کوتاه بیشماری از جمله "The Apostle" (۱۹۰۲) می‌باشد. موراتسان در ۲۵ سپتامبر [سبک قدیمی: ۱۲ سپتامبر] ۱۹۰۸ در سن ۵۳ سالگی در شهر تفلیس درگذشت و در پانتئون ارمنیان تفلیس (خوجیوانک) به خاک سپرده شد.
در حال حاضر یک کتابخانه، یک خیابان و یک مدرسه به نام وی در جمهوری ارمنستان و جمهوری آرتساخ موجود می‌باشد

## روزان
«روزان» یک درام تاریخی است که در سده سیزده میلادی در دوران حمله مغولان-تاتارها اتفاق می‌افتد. روزان دختر شاهزاده حسن جلال الدوله است. تغییر دین اجباری

## کتابشناسی
| عنوان فارسی     | عنوان ارمنی           | عنوان                      | نوع اثر     | تاریخ چاپ |
| --------------- | --------------------- | -------------------------- | ----------- | --------- |
|                 | Hasarakats vordegire  | Common adaption            |             | ۱۸۸۴      |
| مرکز روشنگری    | Lusavorutian Kendrone | The center of enlightnment |             | ۱۸۹۲      |
| «کلاغ نوح»      | Noyi agrave           | Noah’s Raven               | رمان کوتاه  | ۱۸۹۹      |
| روزان           | Ruzan                 |                            |             | ۱۹۰۰      |
| خواهران گوستان  | Gtutyan kuyrer        | Sisters of charitty        |             | ۱۹۰۲      |
| گئورگ مارزپتونی | Gevorg Marzpetuni     |                            | رمان تاریخی | ۱۸۹۶      |
|                 |                       | The Apostle                | رمان کوتاه  | ۱۹۰۲      |

## توضیحات
1. ↑  examines the daily life of the urban bourgeoisie
2. ↑  Muratsan treats the Armenian peasantry’s poverty and lack of rights from a Narodnik (Populist) viewpoint
3. ↑  درام تاریخی (به صحنه رفته در تفلیس، ۱۸۸۲) brought him fame
4. ↑  (۱۸۹۶; نسخه جداگانه، ۱۹۱۲) depicts Armenian life in the tenth century
5. ↑  Muratsan treats the Armenian peasantry’s poverty and lack of rights from a Narodnik (Populist) viewpoint